# Metaverruca cornuta
Metaverruca cornuta is een zeepokkensoort uit de familie van de Verrucidae. De wetenschappelijke naam van de soort is voor het eerst geldig gepubliceerd in 1898 door Aurivillius.